# О Хьон Йон
О Хьон Йон (нар. 16 жовтня 1989) — південнокорейська борчиня вільного стилю, бронзова призерка чемпіонату Азії.

## Життєпис
Боротьбою почала займатися з року. У 2008 році стала бронзовою призеркою чемпіонату Азії серед юніорів.
Виступала за борцівський клуб Young Sung Ku Office. Тренер — Ю Бе Хі.

## Спортивні результати на міжнародних змаганнях

### Виступи на Чемпіонатах світу
| Змагання                        | Збірна         | Вагова категорія          | Місце |
| ------------------------------- | -------------- | ------------------------- | ----- |
| Чемпіонат світу з боротьби 2014 | Південна Корея | жіноча боротьба, до 48 кг | 17    |
| Чемпіонат світу з боротьби 2019 | Південна Корея | жіноча боротьба, до 50 кг | 16    |

### Виступи на Чемпіонатах Азії
| Змагання                       | Збірна         | Вагова категорія          | Місце  |
| ------------------------------ | -------------- | ------------------------- | ------ |
| Чемпіонат Азії з боротьби 2013 | Південна Корея | жіноча боротьба, до 51 кг | 11     |
| Чемпіонат Азії з боротьби 2016 | Південна Корея | жіноча боротьба, до 53 кг | Бронза |
| Чемпіонат Азії з боротьби 2019 | Південна Корея | жіноча боротьба, до 50 кг | 5      |

### Виступи на інших змаганнях
| Змагання                                 | Збірна         | Вагова категорія          | Місце |
| ---------------------------------------- | -------------- | ------------------------- | ----- |
| Турнір Дана Колова — Николи Петрова 2019 | Південна Корея | жіноча боротьба, до 50 кг | 12    |

### Виступи на змаганнях молодших вікових груп
| Змагання                                      | Збірна         | Вагова категорія          | Місце  |
| --------------------------------------------- | -------------- | ------------------------- | ------ |
| Чемпіонат Азії з боротьби серед юніорів 2008  | Південна Корея | жіноча боротьба, до 48 кг | Бронза |
| Чемпіонат Азії з боротьби серед юніорів 2009  | Південна Корея | жіноча боротьба, до 48 кг | 5      |
| Чемпіонат світу з боротьби серед юніорів 2009 | Південна Корея | жіноча боротьба, до 48 кг | 7      |